# Eccellenza Molise 2022-2023
Il campionato italiano di calcio di Eccellenza regionale 2022-2023 è il trentunesimo organizzato in Italia. Rappresenta il quinto livello del calcio italiano. Questo è il girone organizzato dal comitato regionale della regione Molise.

## Stagione
La precedente stagione ha visto il Termoli vincere il campionato, posto che viene preso dall'Aurora Alto Casertano retrocessa dalla Serie D/F. Il posto dell'Altilia Samnium, Volturnia e Cliternina, squadre retrocesse nella passata stagione, vengono occupate dal Campomarino, dalla Turris e dalla Virtus Gioiese. A pochi giorni dall'inizio del campionato, l'US Campobasso 1919 viene usato per fare ripartire il calcio a Campobasso dopo la non iscrizione del SS Città di Campobasso in Serie C, venendo acquistata dal socio di minoranza della vecchia società e diventando la prima squadra del capoluogo.

## Avvenimenti
A seguito di problematiche societarie del Castel di Sangro e del Campodipietra, per permettere loro di partecipare al campionato, si decide di posticipare la data d'inizio dell'inizio del campionato di una settimana, dall'11 settembre al 18 settembre.

## Squadre partecipanti
| Club                                   | Città (provincia)            | Stadio o campo sportivo | Stagione precedente                      |
| -------------------------------------- | ---------------------------- | --- | ---------------------------------------- |
| Aurora Alto Casertano                  | Capriati a Volturno (CE)     | Stadio Pasqualino Leonardo (Pietramelara) | 18º posto Serie D/F (retrocesso)         |
| A.S.D. Aurora Ururi 1924               | Ururi (CB)                   | Stadio Michele Fiorilli | 9º posto in Eccellenza Molise            |
| U.S.D. Bojano                          | Bojano (CB)                  | Stadio Adriano Colalillo | 11º posto in Eccellenza Molise           |
| U.S. Campobasso 1919                   | Campobasso                   | Stadio Giuseppe Poce (Riccia) Stadio Nuovo Romagnoli (dalla 6ª in poi.)                                                                                               | 12º posto in Eccellenza Molise.          |
| A.S.D. Pol. Campodipietra              | Campodipietra (CB)           | Stadio Passarelli Stadio Giuseppe Poce (Riccia) (21ª, 30ª giornata) Stadio Giuseppe Venditti (Gambatesa) (26ª giornata) 14ª, 22ª, 24ª, 28ª campo della squadra ospite | 3º posto in Eccellenza Molise            |
| A.S.D. Campomarino M. C.               | Campomarino (CB)             | Campo Sportivo (Portocannone) Stadio Santa Cristina (8ª, 29ª giornata)                                                                                                | 1º posto in Promozione Molise (promosso) |
| A.C.D. Castel di Sangro Cep 1953       | Castel di Sangro (AQ)        | Complesso Polisportivo Erba Sintetica | 14º posto in Eccellenza Molise           |
| S.S.D.R.L. Città di Isernia San Leucio | Isernia                      | Stadio Mario Lancellotta Mario Di Ianni (Cerro al Volturno) (4ª, 15ª, 18ª, 27ª giornata)                                                                              | 2º posto in Eccellenza Molise            |
| Olympia Agnonese                       | Agnone (IS)                  | Stadio Civitelle | 4º posto in Eccellenza Molise            |
| A.S.D. Pietramontecorvino              | Pietramontecorvino (FG)      | Stadio comunale | 7º posto in Eccellenza Molise            |
| A.S.D. Pol. Gambatesa                  | Gambatesa (CB)               | Stadio Giuseppe Venditti | 10º posto in Eccellenza Molise           |
| A.S.D. Real Guglionesi                 | Guglionesi (CB)              | Comunale | 8 posto in Eccellenza Molise             |
| A.S.D. Sesto Campano Calcio            | Sesto Campano (IS)           | Comunale | 6º posto in Eccellenza Molise            |
| A.C.D. Turris                          | Santa Croce di Magliano (CB) | Stadio Comunale Antonio Ianiri (Rotello) Stadio Adriano Colalillo (Bojano) (30ª giornata)                                                                             | 2º posto in Promozione Molise (promosso) |
| U.S. Venafro A.S.D.                    | Venafro (IS)                 | Stadio Marchese Alessandro del Prete | 5º posto in Eccellenza Molise            |
| A.S.D. Virtus Gioiese                  | Gioia Sannitica (CE)         | Stadio Pasqualino Ferrante (Piedimonte Matese) Stadio Comunale (Capriati a Volturno) (24ª giornata)                                                                   | 3º posto in Promozione Molise (promosso) |

## Classifica finale
|  | Pos. | Squadra                | Pt | G  | V  | N | P  | GF  | GS  | DR   |
|  | ---- | ---------------------- | -- | -- | -- | - | -- | --- | --- | ---- |
|  | 1.   | Campobasso             | 84 | 30 | 28 | 0 | 2  | 137 | 10  | 127  |
|  | 2.   | Isernia                | 82 | 30 | 27 | 1 | 2  | 130 | 27  | 103  |
|  | 3.   | Aurora Alto Casertano  | 68 | 30 | 22 | 2 | 6  | 119 | 36  | 83   |
|  | 4.   | Sesto Campano          | 52 | 30 | 15 | 7 | 8  | 69  | 39  | 30   |
|  | 5.   | Campomarino            | 52 | 30 | 17 | 1 | 12 | 73  | 49  | 24   |
|  | 6.   | Bojano                 | 51 | 30 | 16 | 3 | 11 | 61  | 52  | 9    |
|  | 7.   | Turris                 | 47 | 30 | 14 | 5 | 11 | 79  | 48  | 31   |
|  | 8.   | Real Guglionesi        | 44 | 30 | 13 | 5 | 1  | 56  | 49  | 7    |
|  | 9.   | Venafro                | 42 | 30 | 12 | 6 | 13 | 70  | 45  | 27   |
|  | 10.  | Olympia Agnonese       | 41 | 30 | 12 | 5 | 13 | 62  | 68  | -6   |
|  | 11.  | Castel di Sangro       | 34 | 30 | 10 | 4 | 16 | 54  | 77  | -23  |
|  | 12.  | Pietramontecorvino     | 33 | 30 | 9  | 6 | 15 | 72  | 76  | -4   |
|  | 13.  | Virtus Gioiese         | 30 | 30 | 9  | 3 | 18 | 51  | 84  | -33  |
|  | 14.  | Aurora Ururi           | 23 | 30 | 7  | 2 | 21 | 55  | 88  | -33  |
|  | 15.  | Polisportiva Gambatesa | 11 | 30 | 3  | 2 | 25 | 29  | 109 | -80  |
|  | 16.  | Campodipietra (-3)     | -3 | 30 | 0  | 0 | 30 | 4   | 264 | -260 |

Legenda:
       Promossa in Serie D 2023-2024
      Ammessa ai play-off nazionali
 ammessa ai play-off o ai play-out
       Retrocessa in Promozione 2023-2024
Regolamento:
Tre punti a vittoria, uno a pareggio, zero a sconfitta.
La classifica finale tiene conto di:
- Punti.
- Punti negli scontri diretti.
- Differenza reti negli scontri diretti.
- Differenza reti generale.
- Reti realizzate.
- Sorteggio.

Note:
Il Campodipietra ha scontato 3 punti di penalizzazione.

## Risultati

### Tabellone
Aggiornato al 7 maggio 2023
Ogni riga indica i risultati casalinghi della squadra segnata a inizio della riga, contro le squadre segnate colonna per colonna (che invece avranno giocato l'incontro in trasferta). Al contrario, leggendo la colonna di una squadra si avranno i risultati ottenuti dalla stessa in trasferta, contro le squadre segnate in ogni riga, che invece avranno giocato l'incontro in casa.
|                        | AAC  | AUR  | BOJ | CAB  | CAD  | CAP  | CDS  | CIS  | OLY  | PMC  | GAM | RGU  | SCC  | TUR | VEN  | VIG  |
| ---------------------- | ---- | ---- | --- | ---- | ---- | ---- | ---- | ---- | ---- | ---- | --- | ---- | ---- | --- | ---- | ---- |
| Aurora Alto Casertano  | –––– | 4-3  | 4-2 | 3-0  | 10-0 | 6-1  | 4-0  | 2-3  | 3-0  | 7-0  | 8-0 | 0-0  | 3-0  | 3-2 | 6-0  | 7-1  |
| Aurora Ururi           | 3-4  | –––– | 1-3 | 0-5  | 8-0  | 1-5  | 0-3  | 1-5  | 0-2  | 2-3  | 3-2 | 1-0  | 2-3  | 3-3 | 2-4  | 1-3  |
| Bojano                 | 0-2  | 2-0  |     | 0-7  | 11-0 | 1-0  | 4-0  | 2-4  | 1-0  | 2-0  | 3-2 | 4-0  | 0-0  | 0-0 | 0-4  | 4-1  |
| Campobasso 1919        | 1-0  | 5-0  | 5-0 |      | 19-0 | 0-1  | 6-0  | 2-0  | 2-0  | 8-1  | 7-0 | 1-0  | 5-1  | 3-0 | 1-0  | 5-0  |
| Pol. Campodipietra     | 1-13 | 1-10 | 0-3 | 0-15 |      | 0-10 | 0-4  | 0-15 | 0-8  | 1-11 | 0-6 | 0-10 | 0-9  | 0-7 | 0-12 | 0-3  |
| Campomarino            | 1-0  | 3-1  | 2-0 | 0-4  | 7-0  | –––– | 4-1  | 0-4  | 2-2  | 5-1  | 4-1 | 5-0  | 0-2  | 1-3 | 2-1  | 3-1  |
| Castel di Sangro       | 1-2  | 4-1  | 0-3 | 1-4  | 11-0 | 1-0  | –––– | 1-3  | 0-3  | 2-2  | 5-2 | 2-0  | 3-1  | 1-5 | 1-8  | 1-1  |
| Città di Isernia S. L. | 4-1  | 6-1  | 6-0 | 1-2  | 8-0  | 4-0  | 9-0  | –––– | 5-1  | 4-1  | 3-0 | 2-0  | 4-2  | 4-1 | 2-0  | 3-2  |
| Olympia Agnonese       | 1-4  | 5-1  | 3-2 | 0-5  | 3-0  | 5-2  | 3-2  | 0-6  | –––– | 4-3  | 2-1 | 3-3  | 1-1  | 1-4 | 3-4  | 1-2  |
| Pietramontecorvino     | 1-1  | 5-0  | 2-4 | 1-2  | 10-0 | 1-3  | 5-2  | 2-4  | 2-2  |      | 6-0 | 0-3  | 1-2  | 1-3 | 2-1  | 2-1  |
| Pol. Gambatesa         | 1-11 | 0-3  | 2-4 | 0-6  | 3-1  | 0-4  | 0-1  | 0-5  | 1-2  | 1-1  |     | 0-3  | 0-2  | 0-3 | 2-0  | 3-3  |
| Real Guglionesi        | 6-3  | 1-1  | 3-1 | 1-3  | 8-0  | 1-0  | 1-0  | 0-2  | 1-0  | 2-2  | 1-0 | –––– | 1-2  | 2-1 | 2-1  | 3-2  |
| Sesto Campano          | 0-1  | 2-1  | 0-0 | 0-2  | 12-0 | 1-0  | 1-1  | 2-3  | 2-2  | 3-0  | 3-0 | 6-1  | –––– | 3-1 | 3-3  | 3-0  |
| Turris                 | 1-2  | 3-0  | 1-2 | 0-4  | 6-0  | 2-0  | 1-1  | 2-5  | 2-5  | 4-0  | 8-0 | 3-0  | 3-0  |     | 1-1  | 6-0  |
| Venafro                | 1-0  | 1-3  | 2-3 | 0-2  | 7-0  | 1-2  | 2-1  | 1-1  | 3-0  | 2-2  | 4-1 | 1-1  | 0-0  | 3-0 | –––– | 0-1  |
| Virtus Gioese          | 1-5  | 1-2  | 1-0 | 0-6  | 5-0  | 3-5  | 2-4  | 1-5  | 4-0  | 0-3  | 3-1 | 3-2  | 1-3  | 3-3 | 1-3  | –––– |

## Spareggi

### Play-off
Per questa stagione non si disputano in quanto il distacco tra la seconda e la terza è superiore ai 10 punti.

### Play-out
Si disputa un solo play-out in quanto il distacco tra la 12º e la 15º è superiore ai dieci punti.
|                | Risultati |                   |                                   |
| -------------- | --------- | ----------------- | --------------------------------- |
| Virtus Gioiese | 2-0       | Aurora Ururi 1924 | Piedimonte Matese, 14 maggio 2023 |
|                |           |                   |                                   |